# Box of Frogs
Box of Frogs — британская рок-группа, созданная в 1983 году тремя бывшими участниками группы The Yardbirds — Крисом Дрейя, Полом Самвелл-Смитом и Джимом Маккарти,а также вокалистом Джоном Фиддлером.
Группа записала первый альбом Box of Frogs в 1984 году. В песне Back Where I Started с этого альбома звучит соло-гитара Джимми Пейджа. Второй альбом "Strange Land" записан группой в 1986 году. Продюсером обоих альбомов был Пол Самвел-Смит. Они были переизданы в 1996 году.

## Дискография

### Box of Frogs (1984)
Слова и музыка всех песен — Пол Самвелл-Смит, Крис Дрейя, Джим Маккарти, Джон Фиддлер (за исключением указанных в таблице).
| №  | Название               | Автор(ы)                   | Длительность |
| -- | ---------------------- | -------------------------- | ------------ |
| 1. | «Back Where I Started» |                            | 3:54         |
| 2. | «Harder»               | Джон Фиддлер, Рэй Мейджорс | 3:44         |
| 3. | «Another Wasted Day»   |                            | 4:12         |
| 4. | «Love Inside You»      | Джон Фиддлер               | 2:47         |
| 5. | «The Edge»             |                            | 4:02         |
| 6. | «Two Steps Ahead»      |                            | 4:33         |
| 7. | «Into The Dark»        |                            | 4:07         |
| 8. | «Just A Boy Again»     |                            | 5:38         |
| 9. | «Poor Boy»             |                            | 4:26         |

Участники записи
Box of Frogs
- Пол Самвелл-Смит — бас-гитара, бэк-вокал, перкуссия, синтезаторы, продюсер
- Джим Маккарти — ударные, перкуссия, бэк-вокал
- Джон Фиддлер — вокал и бэк-вокал, гитары, перкуссия, синтезаторы
- Крис Дрейя — ритм-гитара, перкуссия, бэк-вокал в некоторых композициях

приглашённый музыканты (в скобках указаны композиции, в записи которых принимали участие приглашённые музыканты) 
- Джефф Бек — соло-гитара (1, 3, 6, 9)
- Рэй Мейджорс — соло-гитара, бэк-вокал и перкуссия (2)
- Дзал Мартин — соло-гитара (4, 7, 8); слайд-гитара (4)
- Рори Галлахер — слайд-гитара (5, 7), электро-ситар (7)
- Марк Фелтем — губная гармоника (1)
- Гай Баркер — труба (7)
- Питер-Джон Веттезе — клавишные (1, 3); фортепиано (7)
- Макс Миддлтон — клавишные (2, 4, 5, 7)
- Герайнт Уоткинс — фортепиано (9)

### Strange Land (1986)
Слова и музыка всех песен — Пол Самвелл-Смит, Крис Дрейя, Джим Маккарти (за исключением указанных в таблице).
| №  | Название                    | Автор(ы)      | Вокал         | Длительность |
| -- | --------------------------- | ------------- | ------------- | ------------ |
| 1. | «Get it While You Can»      | Гэри О'Коннор | Грэм Паркер   | 3:50         |
| 2. | «You Mix Me Up»             |               | Джон Фиддлер  | 3:22         |
| 3. | «Average»                   |               | Иэн Дьюри     | 4:18         |
| 4. | «House on Fire»             |               | Джон Фиддлер  | 4:21         |
| 5. | «Hanging from the Wreckage» |               | Джон Фиддлер  | 3:39         |
| 6. | «Heart Full of Soul»        | Грэм Гоулдман | Роджер Чепмен | 3:50         |
| 7. | «Asylum»                    |               | Джон Фиддлер  | 4:49         |
| 8. | «Strange Land»              |               | Роджер Чепмен | 4:51         |
| 9. | «Trouble»                   |               | Джон Фиддлер  | 5:40         |

Бонусные треки кассетной версии альбома:
| №   | Название         | Вокал        | Длительность |
| --- | ---------------- | ------------ | ------------ |
| 10. | «I Keep Calling» | Джон Фиддлер |              |
| 11. | «20/20 Vision»   | Джон Фиддлер |              |

Участники записи
Box of Frogs
- Пол Самвелл-Смит — бас-гитара, бэк-вокал, продюсер
- Джим Маккарти — ударные, клавишные, перкуссия, бэк-вокал
- Крис Дрейя — ритм-гитара, перкуссия
- Джон Фиддлер — вокал в композициях, указанных в таблице выше

приглашённый музыканты (в скобках указаны композиции, в записи которых принимали участие приглашённые музыканты)
- Джон Найтсбридж — соло-гитара (1)
- Рори Галлахер — соло-гитара (2, 4, 6); слайд-гитара (4); электро-ситар (5, 6)
- Стив Хэкетт — соло-гитара (3, 9)
- Дзал Мартин — гитара (4, 7, 9); соло-гитара (4, 8)
- Джимми Пейдж — соло-гитара (7)
- Грэм Гоулдман — ритм-гитара и бэк-вокал (6)
- Макс Миддлтон — синтезатор (1, 3); соло на клавишных в завершении композиции (3)
- Питер-Джон Веттезе — синтезатор (2, 3, 4); эмулятор синтезатора (3, 5, 6, 8, 9); клавишные (6)
- Герайнт Уоткинс — фортепиано (4)
- Дэвид Клейтон — клавишные (7); синтезатор (9)
- Нил Локвуд — бэк-вокал (1)
- Кэрролл Томпсон, Джули Робертс — бэк-вокал (2, 4)

### Синглы
- Back Where I Started / The Edge — 1984 (Великобритания)
- Back Where I Started / *Nine Lives / The Edge') — 1984 (Великобритания — 12")
- Into The Dark / X-tracks medley: Two Steps Ahead / Just A Boy Again / Harder / Another Wasted Day / Back Where I Started — 1984 (Великобритания)
- Into The Dark / X-tracks medley — 1984 (Великобритания — 12")
- Two Steps Ahead / The Edge — 1984 (США)
- Two Steps Ahead / Two Steps Ahead — 1984 (Великобритания — 12" промо)
- Average / Strange Land / *I Keep Calling — 1986 (Великобритания — 12")
- Heart Full of Soul — 1986 (Нидерланды)